# Anas georgica
Il codone beccogiallo, anche anatra dal becco giallo  (Anas georgica, J. F. Gmelin 1789) è un uccello della famiglia degli Anatidi.